# 小林市立西小林小学校
小林市立西小林小学校（こばやししりつ にしこばやししょうがっこう）は、宮崎県小林市南西方にある公立の小学校。

## 概要
歴史
1874年（明治7年）創立。現校名となったのは1950年（昭和25年）。2024年（令和6年）に創立150周年を迎えた。
校章
中央に校名の略称である「西小」の文字（縦書き）を配している。
校歌
1929年（昭和4年）制定。作詞は妹尾良彦（当時の旧制・宮崎県立小林中学校第三代校長）、作曲は高野駒雄による。歌詞は4番まであり、歌詞中に校名は登場しない。
校区
「北西一区、北西三区、南西一の西区、南西二区、南西四区」。中学校区は小林市立西小林中学校。

## 沿革
- 1874年（明治7年） - 大字北西方種子田に「第八十三番乾方小学校」が創立。「乾（いぬい）」は「北西」という意味。
- 1875年（明治8年）- 大字南西方窪田に「第八十一番坤方小学校」が創立。「坤（ひつじさる）」は「南西」という意味。
- 1881年（明治14年）3月 - 種子田地区と校区を分離し、上記2校（乾方・坤方）を統合の上、「大久保小学校」を設立。
- 1886年（明治19年）- 小学校令施行により、簡易科（3年制）を設置の上、「簡易大久保小学校」に改称。
- 1889年（明治22年）5月1日 - 町村制の施行により、西諸県郡2町（十日、五日）7村（細野、堤、水流迫、東方、真方、北西方、南西方）が合併の上、「小林村」が発足。
- 1890年（明治23年）- 尋常科（4年制）を設置の上、「尋常大久保小学校」に改称。
- 1892年（明治25年）3月 - 「大久保尋常小学校」と改称。
- 1908年（明治41年）4月 - 改正小学校令により、尋常科（義務教育年限）が4年制から6年制に改められる。尋常科5年を新設。
- 1909年（明治42年）4月 - 尋常科6年を新設。
- 1912年（大正元年）
  - 10月 - 現在地に移転を完了。
  - 11月5日 - 町制施行により、「小林町」が発足。
- 1922年（大正11年）- 高等科（2年制）を併置の上、「大久保尋常高等小学校」に改称。
- 1929年（昭和4年）
  - 1月 - 「西小林尋常高等小学校」と改称[2]。
  - 7月 - 校歌を制定。
- 1934年（昭和9年）11月 - 巣之浦官行所代所に家庭教育所を開設。
- 1941年（昭和16年）
  - 3月 - 家庭教育所を巣之浦分教場（後に巣之浦分校）に改める。
  - 4月1日 - 国民学校令の施行により、「小林町西小林国民学校」に改称。尋常科を初等科に改める。
- 1945年（昭和20年）8月10日 - 空襲により、児童10名が犠牲となる。
- 1947年（昭和22年）- 学制改革が行われる（六・三制の実施）。
  - 4月1日 - 国民学校の初等科は、新制小学校「小林町立西小林小学校」に改組・改称。
  - 5月8日 - 国民学校の高等科は、青年学校の普通科とともに、新制中学校「小林町立西小林中学校」に改組・改称。当初、西小林小学校に併置される。
  - 11月 - 生駒分校を開設。
- 1950年（昭和25年）4月1日 - 小林市の発足（小林町の市制施行）により、「小林市立西小林小学校」（現校名）に改称。
- 1952年（昭和27年）3月 - 校舎を移転改築。
- 1960年（昭和35年）4月1日 - 巣之浦分校と生駒分校が統合の上、小林市立幸ヶ丘小学校として分離・独立。
- 1961年（昭和36年）3月 - 西門を設置。
- 1962年（昭和37年）3月 - プールが完成。
- 1964年（昭和39年）3月 - 学校給食を実施。
- 1969年（昭和44年）
  - 4月 - 特殊学級を設置。
  - 10月 - 裏門を改修し、門柱を新設。
- 1971年（昭和46年）
  - 4月 - 制服を制定。校章を改訂。
  - 9月 - 校舎改築（第一期工事）が完了。
  - 12月 - 体育館の建設工事に着手。
- 1972年（昭和47年）
  - 4月 - 1945年（昭和20年）8月の戦争（空襲）犠牲者を追悼して、殉難之碑を建立。
  - 12月 - 鉄筋コンクリート造2階建ての校舎（第二期工事、8教室）が完成。
- 1973年（昭和48年）12月 - 校舎改築（第三期工事、管理棟の一部）が完成。
- 1975年（昭和50年）3月 - 創立100周年記念式典を挙行。
- 1977年（昭和52年）
  - 3月 - 特別教室（4教室）が完成。
  - 10月 - 新プールが完成。
- 1978年（昭和53年）3月 - 増築を重ね、管理棟が完成。
- 1980年（昭和55年）2月 - 旧プールの3分の2を解体の上、西門南築山が完成。
- 1990年（平成2年）12月 - ケヤキを学校の木に、ツツジを学校の花に制定。
- 1991年（平成3年）8月 - 観察池を設置。
- 1992年（平成4年）8月 - 1・2年生用補助プールが完成。
- 1994年（平成6年）3月 - コンピュータ教室が完成。

## 交通アクセス
最寄りの鉄道駅
- JR九州 えびの高原線「西小林駅」

最寄りのバス停
- 小林市コミュニティバスのりやいバスおうらい 「西小林小前」停留所

最寄りの幹線道路
- 宮崎県道53号京町小林線

## 周辺
- かおる幼稚園
- 小林市立西小林中学校
- 願正寺